# Cyrtacanthacris sulphurea
Cyrtacanthacris sulphurea är en insektsart som beskrevs av Johnston, H.B. 1935. Cyrtacanthacris sulphurea ingår i släktet Cyrtacanthacris och familjen gräshoppor. Inga underarter finns listade i Catalogue of Life.